# 妻木頼黄
妻木 頼黄（つまき よりなか）は、日本の建築家。明治建築界の三大巨匠の一人。大蔵省営繕の総元締めとして絶大なる権力を持っていた営繕官僚。幕末に、幕府旗本の長男として生まれる。工部大学校造家学科（のちの東京大学建築学科）に入学、卒業1年前になって同学校を退学し、コーネル大学建築学科に留学、卒業後ニューヨークのロバートソン事務所で修行。大蔵省などで数多くの官庁建築を手がけ、明治時代の官庁営繕組織を確立した。国会議事堂の建設にも執念を燃やしたが、妻木の在世中に本建築が着工することはなかった。工手学校（現工学院大学）造家学科教員。

## 経歴
1859年、上郷妻木氏7代頼幸の次男で、上総妻木家を継いで11代当主となった、旗本・妻木源三郎頼功（御使番衆、1千石）の長男として江戸に生まれる。幼名、久之丞。父の頼功は、1862年長崎表立合御用として赴任するが現地で没した為、3歳で12代当主となった。明治9年（1876年）家屋敷を売却し渡米するが、日本で学ぶよう諭され帰国。1878年、工部大学校造家学科（のちの東大建築学科）に入学、ジョサイア・コンドルに学ぶ。辰野金吾の後輩に当たる。1882年、卒業1年前に中途退学し、アメリカ留学。コーネル大学建築学科3年に編入、同大学で学士号を取得した。
卒業ののち、ニューヨークのロバートソン事務所で修行。1885年帰国。
帰国後は東京府に勤務。1886年、議院（国会議事堂）建設のための組織である（内閣）臨時建築局に勤めた。官庁集中計画の一環で、議院の研究のため渡辺譲や河合浩蔵、職人らとともにドイツに留学した。1888年、帰国。結局、議院建築は木造の仮建築で建てられることになり、本建築の建設は見送られた。
大蔵省で港湾、税関、煙草・塩専売などの施設建設に当たった。1894年日清戦争の際、大本営の置かれた広島に臨時議院（広島臨時仮議事堂）を建設することが決まると、短期日で完成させ、この功績で叙勲を受けた。また、奈良の東大寺大仏殿修復にも関わった。
1901年欧米を視察、同年工学博士号を取得。
日露戦争後、桂内閣のもとで再び議院建築の機運が盛り上がるが、辰野金吾らは公開コンペ開催を要求し、議院の設計を進めていた妻木らを批判した。桂内閣が大正政変のため倒れた後、議院建築の計画も延期となり、妻木は官職を辞任。病気がちになり、1916年死去。

## 栄典
- 1896年（明治29年）6月15日 - 勲六等単光旭日章[3]
- 1900年（明治33年）6月30日 - 勲五等瑞宝章[4]
- 1904年（明治37年）12月27日 - 勲四等瑞宝章[5]
- 1906年（明治39年）4月1日 - 勲三等瑞宝章[6]
- 1913年（大正2年）5月20日 - 正四位[7]
- 1916年（大正5年）10月10日 - 勲二等瑞宝章[8]

## 作品

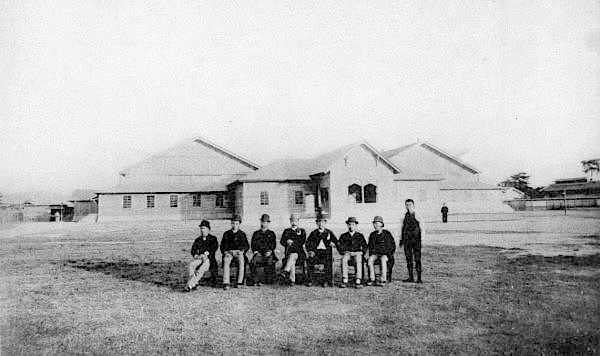
広島臨時仮議事堂（1894年）

| 建造物名                                      | 年                 | 所在地                    | 状態                               | 備考                                                                          |
| --------------------------------------------- | ------------------ | ------------------------- | ---------------------------------- | ----------------------------------------------------------------------------- |
| 東京府庁                                      | 1894年（明治27年） | 東京都港区                | 現存せず                           |                                                                               |
| 旧丸三麦酒 醸造工場 (現・半田赤レンガ建物)    | 1898年（明治31年） | 愛知県半田市              | 登録有形文化財                     | 実施設計のみ。カブトビール工場 → 日本食品化工 半田工場 → 現・半田赤レンガ建物 |
| 旧日本勧業銀行本店 (現・千葉トヨペット)       | 1899年（明治32年） | 千葉市美浜区              | 登録有形文化財                     | 担当武田五一                                                                  |
| 旧横浜正金銀行本店 (現・神奈川県立歴史博物館) | 1904年（明治37年） | 神奈川県横浜市            | 重要文化財                         | 担当遠藤於莵                                                                  |
| 旧醸造試験場第一工場                          | 1904年（明治37年） | 東京都北区                | 重要文化財                         |                                                                               |
| 井伊直弼像台座                                | 1909年（明治42年） | 神奈川県横浜市 掃部山公園 |                                    |                                                                               |
| 旧横浜正金銀行大連支店 (現・中国銀行大連分行) | 1909年（明治42年） | 中国                      |                                    | 担当大田毅                                                                    |
| 旧横浜正金銀行北京支店                        | 1910年（明治43年） | 中国                      | 中華人民共和国全国重点文物保護単位 |                                                                               |
| 旧横浜新港埠頭倉庫 (現・横浜赤レンガ倉庫)     | 1911年（明治44年） | 神奈川県横浜市            |                                    |                                                                               |
| 日本橋                                        | 1911年（明治44年） | 東京都中央区              | 重要文化財                         | 装飾意匠設計                                                                  |
| 旧内閣文庫庁舎                                | 1911年（明治44年） | 愛知県犬山市              |                                    | 博物館明治村に移築、担当大熊喜邦                                              |
| 日本赤十字社                                  | 1912年（大正元年） | 東京都港区                | 現存せず                           |                                                                               |
| 拓殖大学恩賜記念講堂                          | 1914年（大正3年）  | 東京都八王子市            | 復元                               | 2000年に拓殖大学恩賜記念館として復元                                          |
| 旧山口県庁舎 (現・山口県政資料館)             | 1914年（大正3年）  | 山口県山口市              | 重要文化財                         | 担当武田五一、大熊喜邦                                                        |

## 関連作品
- 木内昇『剛心』集英社、2021年11月5日。ISBN 978-4-08-771759-4。